# Daniel Jahn
Daniel Jahn junior (* 15. August 1824 in Leumnitz; † 9. Dezember 1893 in Gera) war ein deutscher Richter und Politiker.

## Leben
Jahn war der Sohn des Landguts- und Ziegeleibesitzers und Bürgermeisters von Leumnitz Daniel Jahn senior und dessen Ehefrau Hanna Rosine geborene Körner aus Hermsdorf. Er war evangelisch-lutherischer Konfession und heiratete am 12. August 1851 in Gera Emmeline Konstanze Müller (* 10. September 1827 in Gera; † 26. November 1903 ebenda), die Tochter des Leinwebermeisters Johann Gottfried Müller aus Gera.
Jahn besuchte das Gymnasium Rutheneum in Gera und legte dort Ostern 1845 das Abitur ab. Danach studierte er Staats- und Rechtswissenschaften und wurde Advokat in Leumnitz. 1849 wurde er Untergerichtsanwalt und 1858 Obergerichtsanwalt in Gera. Später war er Amtsrichter am Amtsgericht Gera und zuletzt am Amtsgericht Hirschberg (Saale). Am 1. November 1892 trat er in den Ruhestand.
1874 wurde er Vorsitzender des Sparkassendirektoriums in Gera.
Vom 20. Februar 1856 bis 1857 und vom 19. November 1865 bis 1868 war er Mitglied im Landtag Reuß jüngerer Linie. Vom 21. Februar bis zum 20. Juni 1856 war er im Landtag stellvertretender Schriftführer.

## Auszeichnungen
- Justizrat (1874)
- Geheimer Justizrat (1892)
- Fürstliches goldenen Ehrenzeichen (1883)